# Jasmin Šabotić
Jasmin Šabotić (Itzig, 3 december 1994) is een Luxemburgs voetbalscheidsrechter. Hij is in dienst van FIFA en UEFA sinds 2019. Ook leidt hij sinds 2017 wedstrijden in de Nationaldivisioun.
Op 15 oktober 2017 leidde Šabotić zijn eerste wedstrijd in de Luxemburgse nationale competitie. Tijdens het duel tussen UNA Strassen en US Esch (2–1) trok de leidsman zesmaal de gele kaart. In Europees verband debuteerde hij op 20 augustus 2020 tijdens een wedstrijd tussen St Joseph's en B36 Tórshavn in de voorrondes van de UEFA Europa League; het eindigde in 1–2 en de Luxemburgse leidsman gaf zeven gele kaarten. Zijn eerste interland floot hij op 9 juni 2025, toen Montenegro met 2–2 gelijkspeelde tegen Armenië. Tijdens dit duel gaf Šabotić twee gele kaarten.

## Interlands
| Datum       | Plaats                | Wedstrijd            | Uitslag | Competitie        | Kreeg geel | Kreeg voor de tweede keer geel en dus rood | Weggestuurd |
| ----------- | --------------------- | -------------------- | ------- | ----------------- | ---------- | ------------------------------------------ | ----------- |
| 9 juni 2025 | Podgorica, Montenegro | Montenegro – Armenië | 2 – 2   | Vriendschappelijk | 4          | 0                                          | 0           |

Laatst bijgewerkt op 10 juni 2025.